# Dimca, Adâncata
Dimca, întâlnit și sub forma Trestiana (în ucraineană Димка, transliterat: Dîmka, în rusă Димка, transliterat: Dimka și în germană Dymka), este un sat reședință de comună în raionul Adâncata din regiunea Cernăuți (Ucraina). Are 1,855 locuitori, preponderent români.
Satul este situat la o altitudine de 423 metri, în partea de centru a raionului Adâncata.

## Istorie
Localitatea Dimca a făcut parte încă de la înființare din regiunea istorică Bucovina a Principatului Moldovei. În ianuarie 1775, ca urmare a atitudinii de neutralitate pe care a avut-o în timpul conflictului militar dintre Turcia și Rusia (1768-1774), Imperiul Habsburgic (Austria de astăzi) a primit o parte din teritoriul Moldovei, teritoriu cunoscut sub denumirea de Bucovina. După anexarea Bucovinei de către Imperiul Habsburgic în anul 1775, localitatea Dimca a făcut parte din Ducatul Bucovinei, guvernat de către austrieci, făcând parte din districtul Siret (în germană Sereth).  
După Unirea Bucovinei cu România la 28 noiembrie 1918, satul Dimca a făcut parte din componența României, în Plasa Flondoreni a județului Storojineț. Pe atunci, majoritatea populației era formată din români. 
Ca urmare a Pactului Ribbentrop-Molotov (1939), Bucovina de Nord a fost anexată de către URSS la 28 iunie 1940. După ocuparea satului de către sovietici, mai mulți săteni au încercat să treacă în România. Ca urmare a zvonurilor lansate de NKVD că s-ar permite trecerea graniței în România, la 1 aprilie 1941, un grup mare de oameni din mai multe sate de pe valea Siretului (Pătrăuții de Jos, Pătrăuții de Sus, Cupca, Corcești și Suceveni), purtând în față un steag alb și însemne religioase (icoane, prapuri și cruci din cetină), a format o coloană pașnică de peste 3.000 de persoane și s-a îndreptat spre noua graniță sovieto-română. În poiana Varnița, la circa 3 km de granița română, grănicerii sovietici îi așteptau ascunși în pădure; au tras din plin cu mitraliere, încontinuu, secerându-i. Supraviețuitorii au fost urmăriți de cavaleriști și spintecați cu sabia. Supraviețuitorii au fost arestați de NKVD din Adâncata și după torturi înfiorătoare, au fost duși în cimitirul evreiesc din acel orășel și aruncați de vii într-o groapă comună, peste care s-a turnat și s-a stins var. Conform listelor realizate mai târziu, din Dimca au existat 12 victime ale Masacrului de la Fântâna-Albă: Petre Jianu a lui Ion, Vasile și Petre Cimbru, Nicolae Drevariuc etc. . 
Bucovina de Nord a reintrat în componența României în perioada 1941-1944, fiind reocupată de către URSS în anul 1944 și integrată în componența RSS Ucrainene. 
Începând din anul 1991, satul Dimca face parte din raionul Adâncata al regiunii Cernăuți din cadrul Ucrainei independente. La recensământul din 1989, numărul locuitorilor care s-au declarat români plus moldoveni era de 1.299 (1.273+26), reprezentând 91,22% din populația localității . În prezent, satul are 1.855 locuitori, preponderent români.

## Demografie
Componența lingvistică a comunei Dimca
     Română (92,56%)
     Ucraineană (6,2%)
     Alte limbi (1,24%)
Conform recensământului din 2001, majoritatea populației comunei Dimca era vorbitoare de română (92,56%), existând în minoritate și vorbitori de ucraineană (6,2%).
1930: 1.048 (recensământ)
1989: 1.424 (recensământ)
2007: 1.855 (estimare)

## Recensământul din 1930
Componența etnică a comunei Dimca (județul Storojineț)
     Români (90,55%)
     Evrei (2,2%)
     Ruteni (1,71%)
     Germani (1,71%)
     Polonezi (3,83%)
Componența confesională a comunei Dimca
     Ortodocși (90,74%)
     Romano-catolici (3,34%)
     Mozaici (2,2%)
     Greco-catolici (1,14%)
     Baptiști (0,87%)
     Evanghelici\Luterani (1,71%)
Conform recensământului efectuat în 1930 , populația comunei Dimca se ridica la 1.048 locuitori. Majoritatea locuitorilor erau români (90,55%), cu o minoritate de evrei (2,20%), una de ruteni (1,71%), una de polonezi (3,83%) și una de germani (1,71%). Din punct de vedere confesional, majoritatea locuitorilor erau ortodocși (90,74%), dar existau și mozaici (2,2%), romano-catolici (3,34%), greco-catolici (1,14%), evanghelici/luterani (1,71%) și baptiști (0,87%).

## Personalități
Între anii 1889-1891, în satul Dimca au trăit părinții scriitoarei ucrainene Olga Kobyleanska (1863-1942). Una dintre principalele opere ale scriitoarei este romanul Pământ ("Zemlia", 1901), bazat pe un caz real de fratricid care a avut loc în toamna anului 1894 în satul Dimca. 
În anul 1973 în conacul familiei Kobyleanski din sat a fost inaugurat Casa Memorială Olga Kobyleanska.